# Flickr
Flickr (вимовляється «флікер») — вебсайт для розміщення фотографій та відеоматеріалів, їх перегляду, обговорення, оцінки та архівування. Створений компанією Ludicorp у 2004 році, Flickr швидко здобув популярність, після чого був куплений Yahoo! в 2005 році, а з 2018 року належить SmugMug.

## Можливості
Flickr дозволяє зберігати, впорядковувати та обмінюватися фотографіями та відео. Фото можна збирати в альбоми, де вони розташовуються в будь-якому вказаному порядку. Також є функція створення колажів з власних фото.
Фотографіями можна ділитися в соціальних мережах, таких як Facebook, Tumblr, Pinterest або Twitter. Користувачі Flickr мають змогу слідкувати за тим, що викладають інші користувачі, та створювати групи користувачів.
Flickr пропонує безкоштовний або платний обліковий запис. З 20 травня 2013 року до 7 січня 2019 року безкоштовні облікові записи надавали до 1 ТБ пам'яті для зберігання фото/відео. З 8 січня 2019 року безкоштовно можна зберігати 1000 фото чи відео, причому тривалість відео обмежена 3 хв. При вичерпанні пам'яті нові матеріали не можна завантажувати до Flickr.
За плату пропонується «необмежена» пам'ять, розширена статистика облікового запису, перегляд без реклами, завантаження відео тривалістю до 10 хв., «преміальне» обслуговування клієнтів і рекламні пропозиції від партнерів.
Для користувачів Windows Photo Gallery, iPhoto від Apple (версія 8), Lightroom 3.2 від Adobe, Aperture від Apple (версія 3.0), darktable і digiKam існує можливість завантажувати фото безпосередньо на Flickr.
Flickr може видаляти облікові записи без пояснення причини або попередження власника облікового запису. Користувачі сайту можуть завантажувати на свої пристрої всі дані власних облікових записів, такі як фотоальбоми, контакти та коментарі.
Декілька міжнародних культурних установ публікують на Flickr фото, на які не поширюються авторські права, з метою популяризації історії та культурних досягнень.

## Історія
Flickr був запущений 10 лютого 2004 року Ludicorp, компанією з Ванкувера, заснованою Стюартом Баттерфілдом і Катериною Фейк. Спершу Ludicorp розробляла багатокористувацьку вебгру Game Neverending, але потім вирішила, що Flickr буде більш здійсненним проєктом. Пізніше Баттерфілд запустив подібну онлайн-гру Glitch, що діяла до 14 листопада 2012 року.
Ранні версії Flickr були зосереджені на чаті під назвою FlickrLive з можливостями обміну фотографіями в реальному часі. Пізніше обмін фотографіями розвинувся в головну функцію, а чат було приховано, а потім і зовсім усунено. З'явилися додавання тегів до фотографій, позначення фотографій як вибраних, групові пули фотографій і аналіз «цікавості», на який було видано патент.
Yahoo! придбала Ludicorp і Flickr 20 березня 2005 року за суму $22-25 млн. Протягом тижня з 26 червня 2005 року по 2 липня 2005 року весь вміст було переміщено з серверів у Канаді на сервери в Сполучених Штатах. 3 травня 2007 року, Yahoo! оголосили, що сервіс Yahoo! Photos закриється 20 вересня 2007 року, після чого всі фотографії будуть видалені; користувачів заохочували перейти на Flickr. До 31 січня 2007 зареєстровані раніше користувачі мусили прив'язати свої облікові записи до облікових записів Yahoo!
9 квітня 2008 року за платною підпискою було дозволено завантажувати відео тривалістю до 90 секунд або обсягом 150 Мб. У 2009 році Flickr оголосив про партнерство з Getty Images, за яким вибрані користувачі могли надсилати фотографії до фотостоків і отримувати оплату. 16 червня 2010 року умову змінили, щоб користувачі могли самі позначати зображення як придатні для використання на стоках.
20 травня 2013 року Flickr отримав новий дизайн і став надавати всім користувачам 1 ТБ безкоштовного сховища з умовою показу їм реклами. За $49,99 на рік пропонувалося забрати рекламу, а за $499,99 2 ТБ сховища.
7 травня 2015 року Yahoo! капітально переробив сайт, додавши також функцію автоматичного аналізу теми фотографії та випустив програму Uploadr, призначену для завантаження фотографій у Flickr, для Mac, Windows і мобільних пристроїв.
У 2018 році SmugMug придбала Flickr у Verizon, яка володіла Yahoo!. На початку травня 2019 року SmugMug оголосили про переміщення даних Flickr, що включає понад 100 млн облікових записів і мільярди фотографій і відео, із серверів колишнього власника Yahoo! до Amazon Web Services (AWS). Для безкоштовних облікових записів обсяг сховища в 1 ТБ було скасовано. Замість цього надавалася можливість зберігати 1000 фотографій. З 5 лютого 2019 року фотографії, що не вкладалися в це обмеження, почали видалятися, починаючи зі старіших.
У травні 2023 року Flickr оголосив про розробку функції Print Shop, що дозволяє фотографам продавати роздруковані фото.

## Українська спільнота на Flickr

Український Flickr у 2007 році

На базі Flickr діють спілки українських фотографів, з-поміж яких найбільша «Український Флікер». Вона налічує понад 4 тис. учасників і містить понад 100 тис. фото[значущість факту?].